# Сладкий родник
«Сла́дкий родни́к» — советский рисованный мультипликационный фильм, созданный режиссёром Иваном Аксенчуком в 1982 году на студии «Союзмультфильм». Сценарий мультфильма основан на сказке даргинского советского писателя Ахмедхана Абу-Бакара, переработанной Генрихом Сапгиром, изначально для кукольного театра. Музыка к мультфильму написана c использованием национальных кавказских мотивов.

## Сюжет
Добрый ослик спускается с гор к роднику, по капле набирает два больших кувшина водой и несёт их в аул, чтобы раздать сладкую воду всем, кто в ней нуждается. Но его жадный сосед кабан не даёт ему пройти, заявляя, что дорожка — его, потому что проходит рядом с его калиткой. Кабан выпивает один кувшин и разливает второй, и жителям аула — петуху, овечке и бычку — достаются лишь капли.
Облизывая от жажды большой валун, бычок случайно сдвигает его, и из-под него начинает бить родник. Это замечает только кабан, он и заставляет бычка молчать. Ночью от звука журчащей воды просыпается осёл. Он видит кабана, купающегося в роднике, но решает, что это всего лишь сон. Кабан тщательно заваливает родник.
Наутро ослик рассказывает всем, какой чудесный сон ему приснился. Звери представляют, что случилось бы, если в ауле вдруг забил бы родник: у петушка голос был бы звонче, у овечки шерсть завилась бы в колечки, а бычок подрос бы.
У бычка не хватает сил терпеть, и он рассказывает друзьям — что это вовсе не сон, что родник действительно есть в ауле. Оттеснив сопротивляющегося кабана, звери дружно сталкивают камень, но под ним — только сухая земля. Кабан в ярости откидывает булыжник, он высоко подлетает и падает прямо на лужайку возле дома осла. И тотчас же оттуда начинает бить сильный родник.
Друзья утоляют жажду, и всё происходит так, как они себе представляли: голос петуха становится звонче, шерсть овечки завивается в колечки, бычок вырастает и даёт отпор кабану. Теперь все проходящие мимо караваны верблюдов заходят в этот аул, пьют сколько захочется и кланяются добрым друзьям.

## Создатели
| Автор сценария             | Генрих Сапгир                                                                                            |
| Кинорежиссёр               | Иван Аксенчук                                                                                            |
| Художники-постановщики     | Валентина Гилярова, Аркадий Шер                                                                          |
| Композитор                 | Игорь Цветков                                                                                            |
| Кинооператор               | Михаил Друян                                                                                             |
| Звукооператор              | Владимир Кутузов                                                                                         |
| Художники-мультипликаторы: | Владимир Шевченко, Марина Рогова, Наталия Богомолова, Елена Малашенкова, Иосиф Куроян, Анатолий Абаренов |
| Роли озвучивали:           | Вячеслав Невинный (Ослик), Клара Румянова (Овечка), Георгий Вицин (Петух и Бычок), Лев Дуров (Кабан)     |
| Редактор                   | Пётр Фролов                                                                                              |
| Директор съёмочной группы  | Нинель Липницкая                                                                                         |